# Let's Work
Let's Work is een nummer van de Britse zanger Mick Jagger. Het is de eerste single van zijn tweede soloalbum Primitive Cool uit 1987. Op 24 augustus dat jaar werd het nummer eerst in de VS en Canada op single uitgebracht. Op 31 augustus volgde Europa en op 21 september Australië, Nieuw-Zeeland en Japan.

## Achtergrond
"Let's Work" kent een vrolijk geluid. Ondanks de hoge verwachtingen, overtrof de plaat niet het succes van Jaggers vorige solosingles. De plaat behaalde in Jaggers' thuisland het Verenigd Koninkrijk slechts een bescheiden 31e positie in de UK Singles Chart. In Ierland en Duitsland werd de 29e positie bereikt, Nieuw-Zeeland de 19e, Australië de 24e, Polen de 25e en in de Verenigde Staten werd de 7e positie in de Billboard Hot 100 behaald.
In het Nederlandse taalgebied was de plaat succesvoller. In Nederland was de plaat op vrijdag 4 september 1987 Veronica Alarmschijf op Radio 3 en werd een radiohit in de destijds twee landeljke hitlijsten op de nationale publieke popzender. De plaat bereikte de 6e positie in de Nederlandse Top 40 en de 8e positie in de Nationale Hitparade Top 100. In de Europese hitlijst op Radio 3, de TROS Europarade, werd géén notering behaald, aangezien deze lijst op donderdag 25 juni 1987 voor het laatst werd uitgezonden.
In België bereikte de plaat de 7e positie in de voorloper van de Vlaamse Ultratop 50 en de 8e positie in de Vlaamse Radio 2 Top 30. In Wallonië werd géén notering behaald.